# Каранино (Николаевский район)
Каранино — село в Николаевском районе Ульяновской области России. Входит в состав Головинского сельского поселения.

## География
Село находится в юго-западной части Ульяновской области, в лесостепной зоне, в пределах Приволжской возвышенности, на левом берегу реки Бекшанки, на расстоянии примерно 17 километров (по прямой) к северо-северо-востоку (NNE) от Николаевки, административного центра района. Абсолютная высота — 132 метра над уровнем моря.
Климат
Климат характеризуется как умеренно континентальный, с тёплым летом и умеренно холодной зимой. Среднегодовая температура воздуха — 10 °С. Средняя температура воздуха самого тёплого месяца (июля) — 19,2 °C (абсолютный максимум — 41 °C); самого холодного (января) — −13,3 °C (абсолютный минимум — −48 °C). Продолжительность безморозного периода составляет в среднем 202 дня. Среднегодовое количество атмосферных осадков составляет 455—530 мм, из которых большая часть выпадает в период с апреля по сентябрь. Снежный покров образуется в конце ноября и держится в течение 128 дней.
Часовой пояс
Село Каранино, как и вся Ульяновская область, находится в часовой зоне МСК+1. Смещение применяемого времени относительно UTC составляет +4:00.

## История
В 1699–1704 годах Никита Каранин и его сын Василий, подьячий Симбирской приказной избы, вели активную деятельность по обмену и приобретению земель по обе стороны речки Бекшанка и на Вязовом Ключе.  В 1705 году им принадлежало более 220 четвертей пашни и 305 четвертей сенных покосов. Не позднее 1703 года на этих землях возникло село Каранино. В 1710 годах, после смерти Караниных, большую часть этих земель приобрёл петербургский дьячок Василий Федорович Окоёмов. От Окоёмовых эти земли по наследству достались дворянам Ивашевым.
В 1760 году был построен деревянный храм. В 1814 и 1824 годах обновлен помещиком А. В. Толстым. Престолов два: главный (холодный) во имя Архистратига Божьего Михаила и в приделе (теплый) во имя св. Апостола и Евангелиста Иоанна Богослова.
В 1780 году, при создании Симбирского наместничества, село Архангельское Каранино тож, помещичьих крестьян, вошло в состав Канадейского уезда.

## Население
| 2010 |
| ---- |
| 61   |

Национальный состав
Согласно результатам переписи 2002 года, в национальной структуре населения русские составляли 100 % из 60 чел.